# 新济赫尼
新济赫尼（希臘語：Νέα Ζίχνη）是希腊中马其顿大区塞雷专区的市镇，行政中心为新济赫尼镇。市镇面积为404.3平方公里，2021年人口数量为8,267人。
现今范围的市镇设立于2011年地方政府改革中，由原两个市镇（新济赫尼和阿利斯特拉蒂）合并而成，原市镇则成为此市镇的两个市区。新济赫尼市区（即原新济赫尼市镇）的面积为274.429平方公里，2021年人口数量为5,955人。